# Étretat
Étretat is een gemeente in het Franse departement Seine-Maritime (regio Normandië) en telt 1291 inwoners (2017). De plaats maakt deel uit van het arrondissement Le Havre.

## Geografie
De oppervlakte van Étretat bedraagt 4,1 km², de bevolkingsdichtheid is 314,8 per km².
De onderstaande kaart toont de ligging van Étretat met de belangrijkste infrastructuur en aangrenzende gemeenten.

## Demografie
Onderstaande figuur toont het verloop van het inwonertal (bron: INSEE-tellingen).

## Bezienswaardigheden
- L'aiguille, een uitstekende krijtrots voor de kust van Étretat
- De overdekte markt, de hallen
- De Manoir de la Salamandre, een middeleeuws gebouw uit de 14e eeuw. Oorspronkelijk stond het huis « Cirie Plantefor » in Lisieux, maar het werd in 1899 uit elkaar genomen en in 1912 door architect Mauge in Étretat herbouwd. Nu wordt het als hotel en restaurant uitgebaat.
- Les Jardins d'Étretat, een experimentele, kunstzinnige tuin op een klif. Een ode aan Claude Monet.
- Op het kerkhof liggen 265 Britse gesneuvelde militairen uit Eerste Wereldoorlog, bij de Commonwealth War Graves Commission geregistreerd onder Etretat Churchyard. Op een latere uitbreiding liggen nog eens meer dan 300 slachtoffers, bij de CWGC opgetekend als Etretat Churchyard Extension.

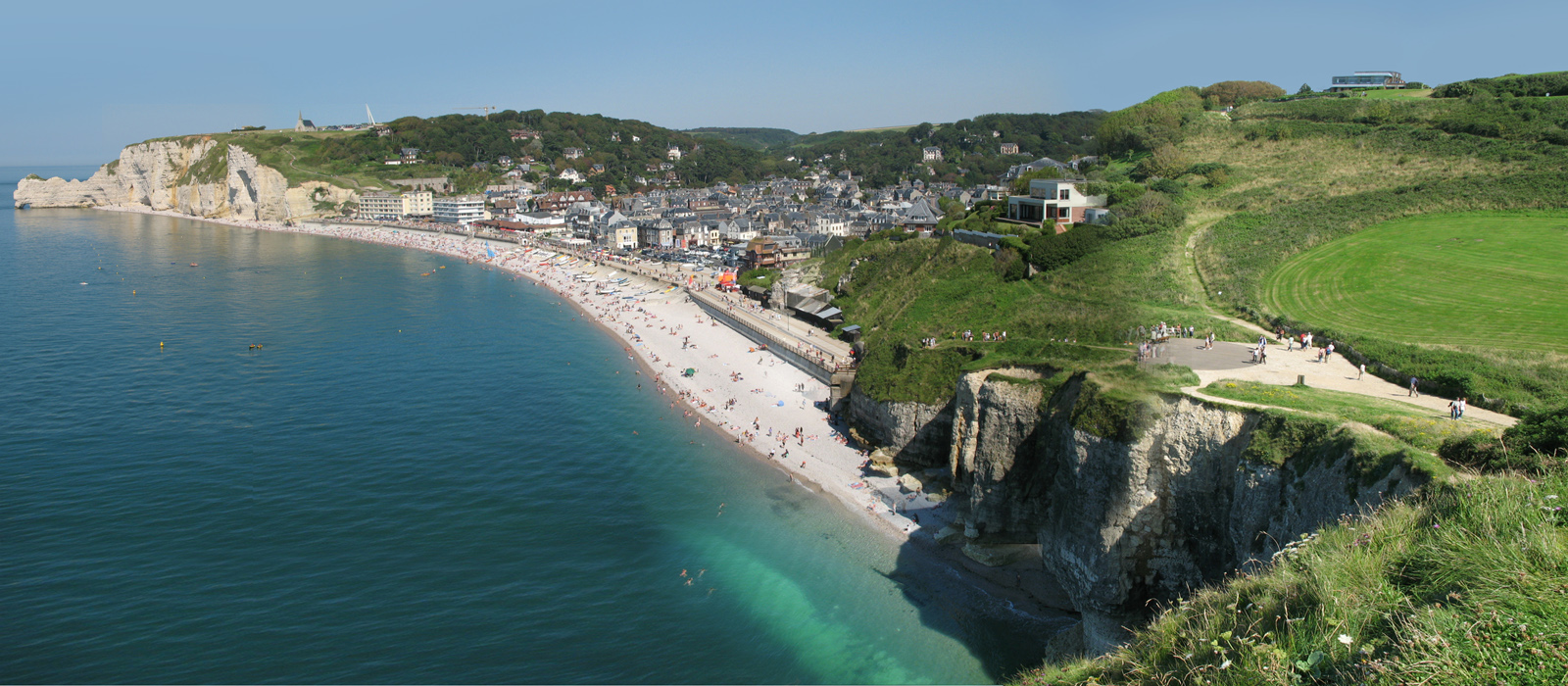
Panorama van Étretat
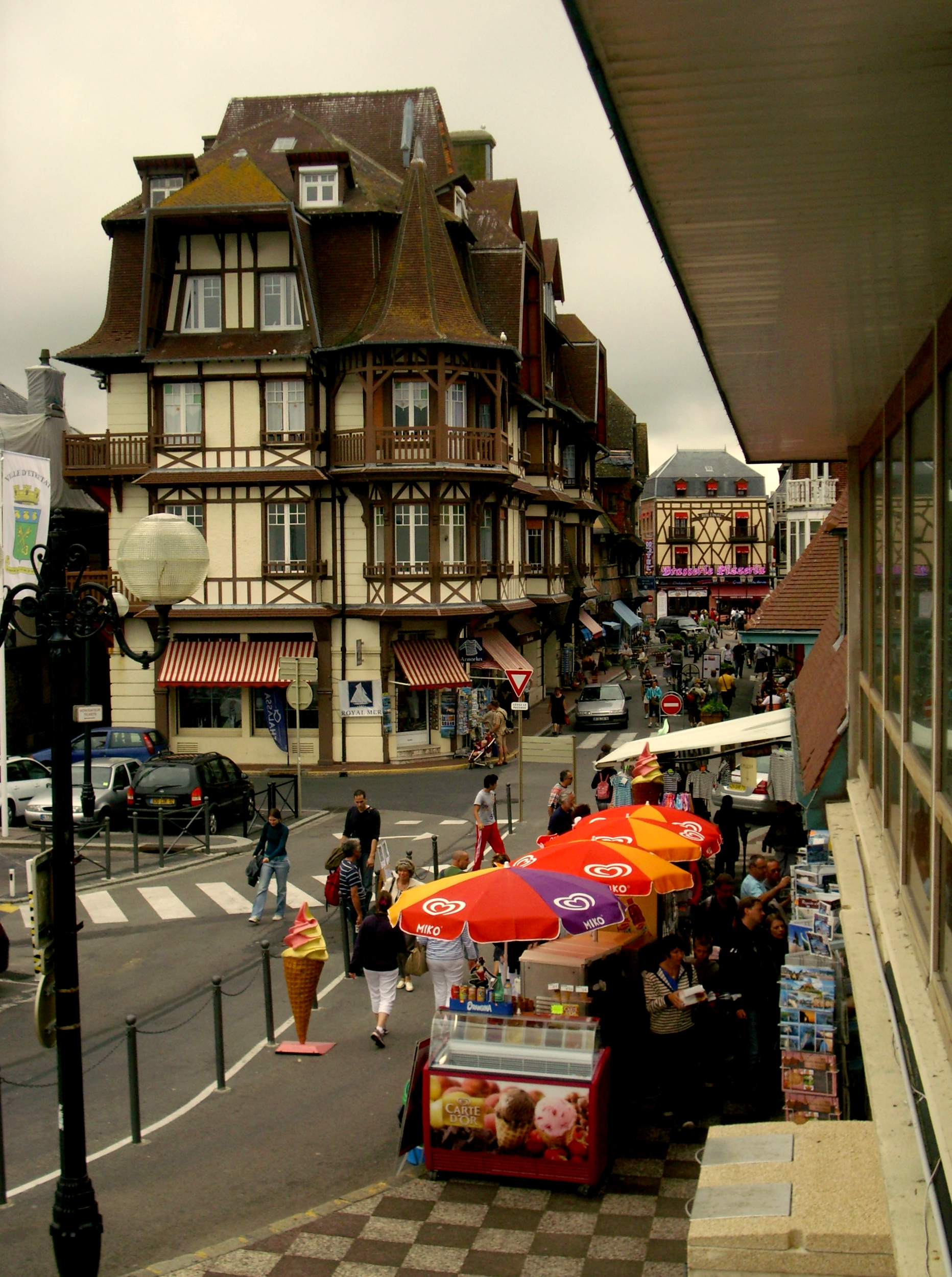
Straatbeeld
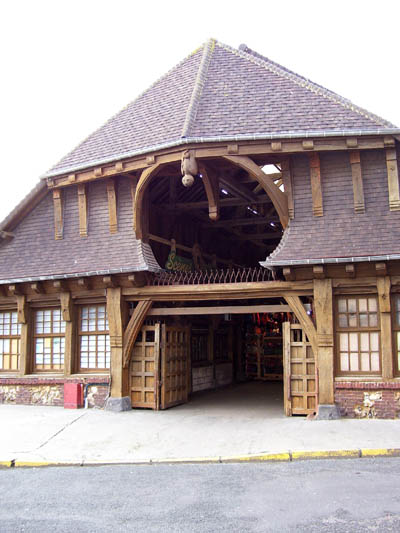
Buitenzicht van de overdekte markt
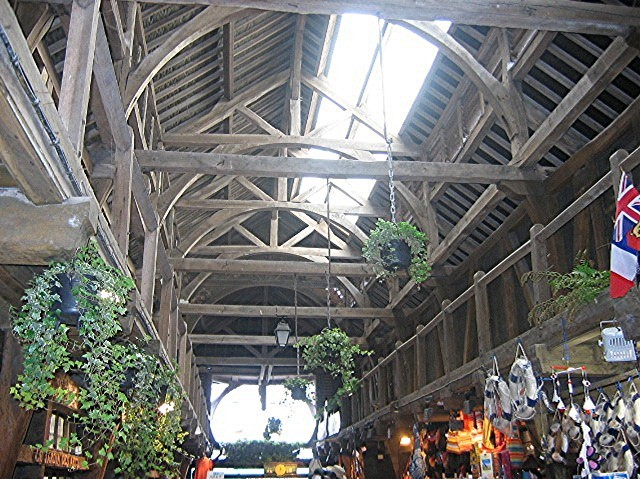
De overdekte markt Étretat
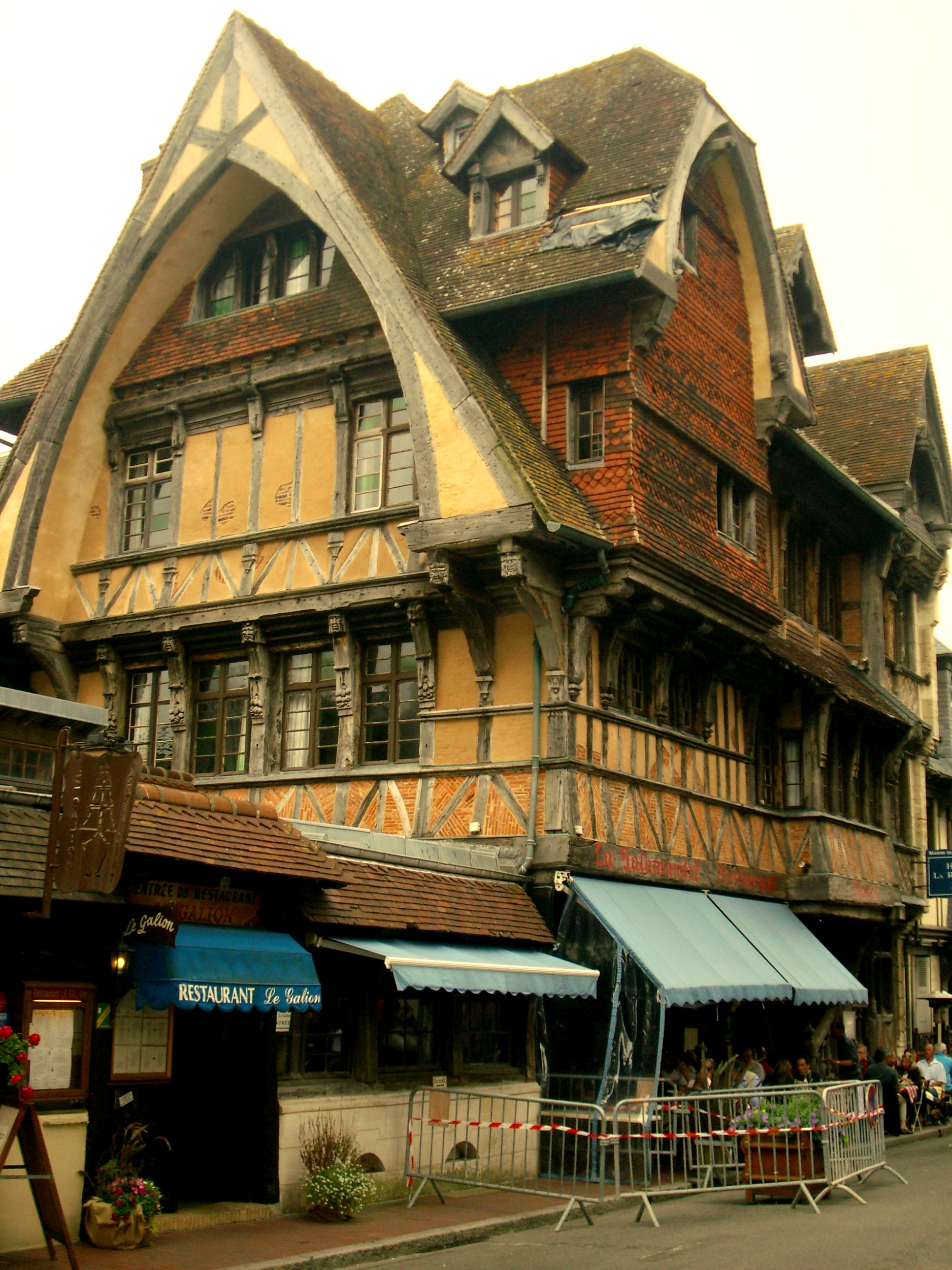
Restaurant Le Galion (Manoir de la Salamandre)
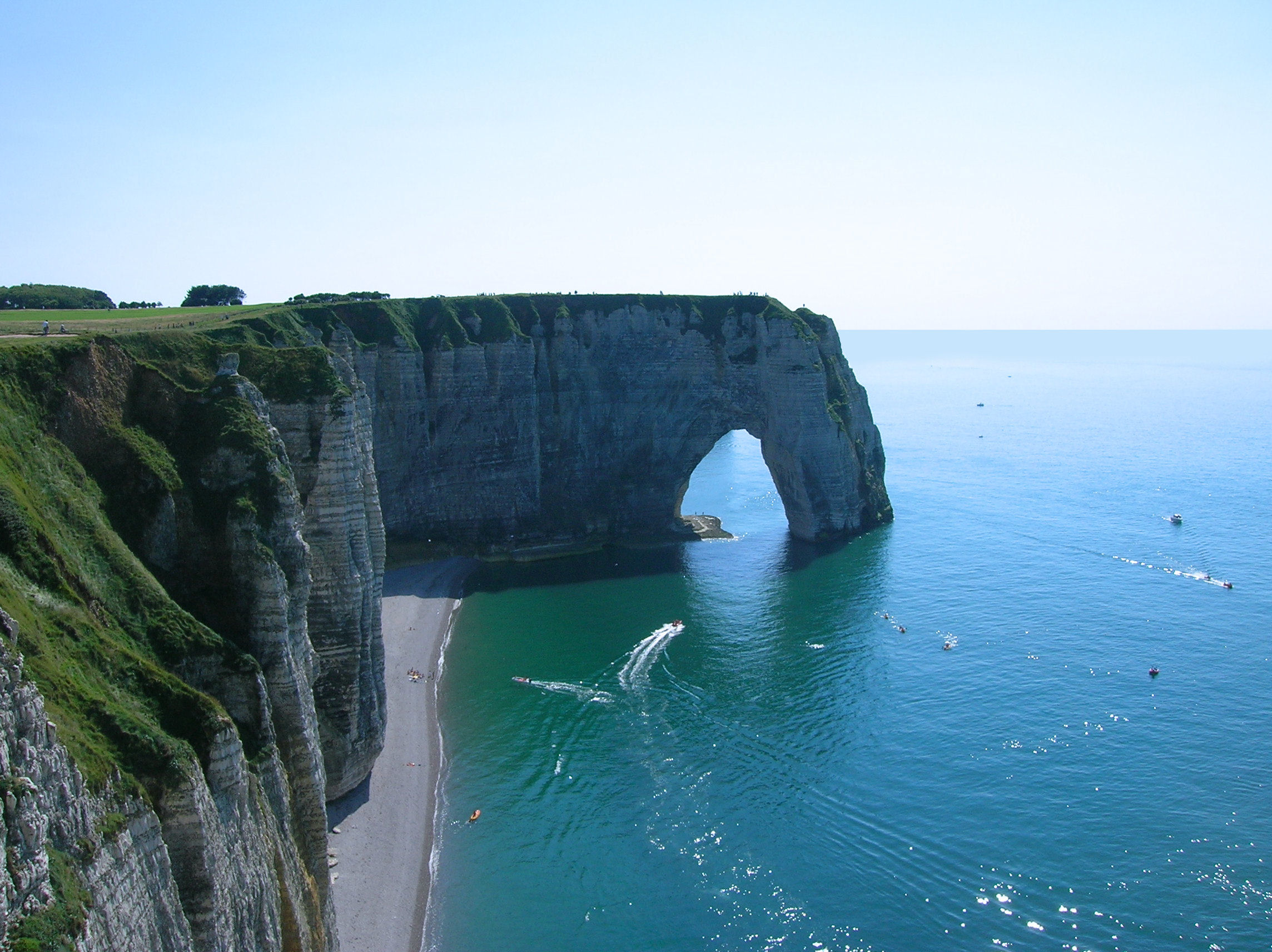
Kust Étretat
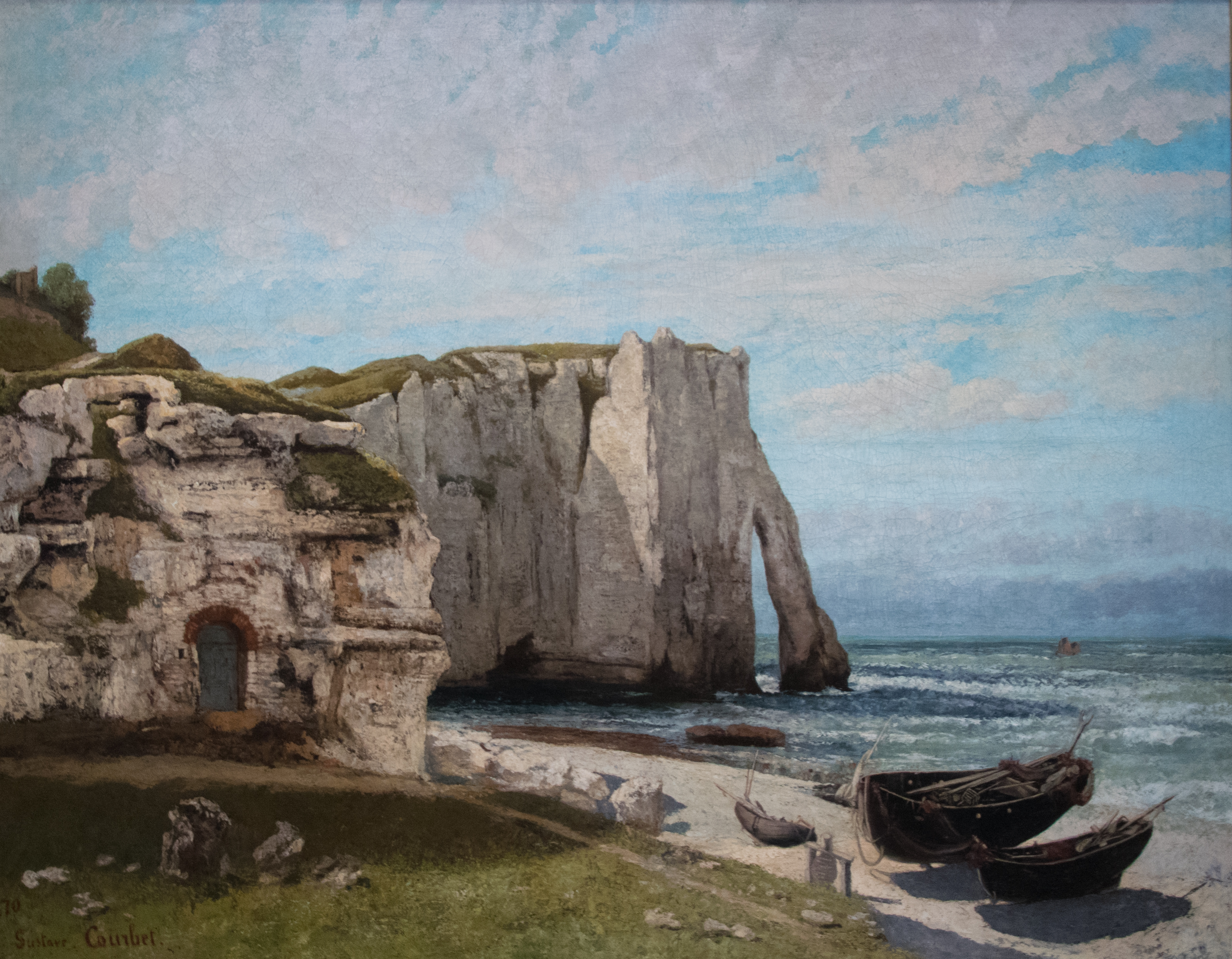
De kliffen van Étretat na de storm, geschilderd door Gustave Courbet